# Памятник героям-пограничникам и служебным собакам

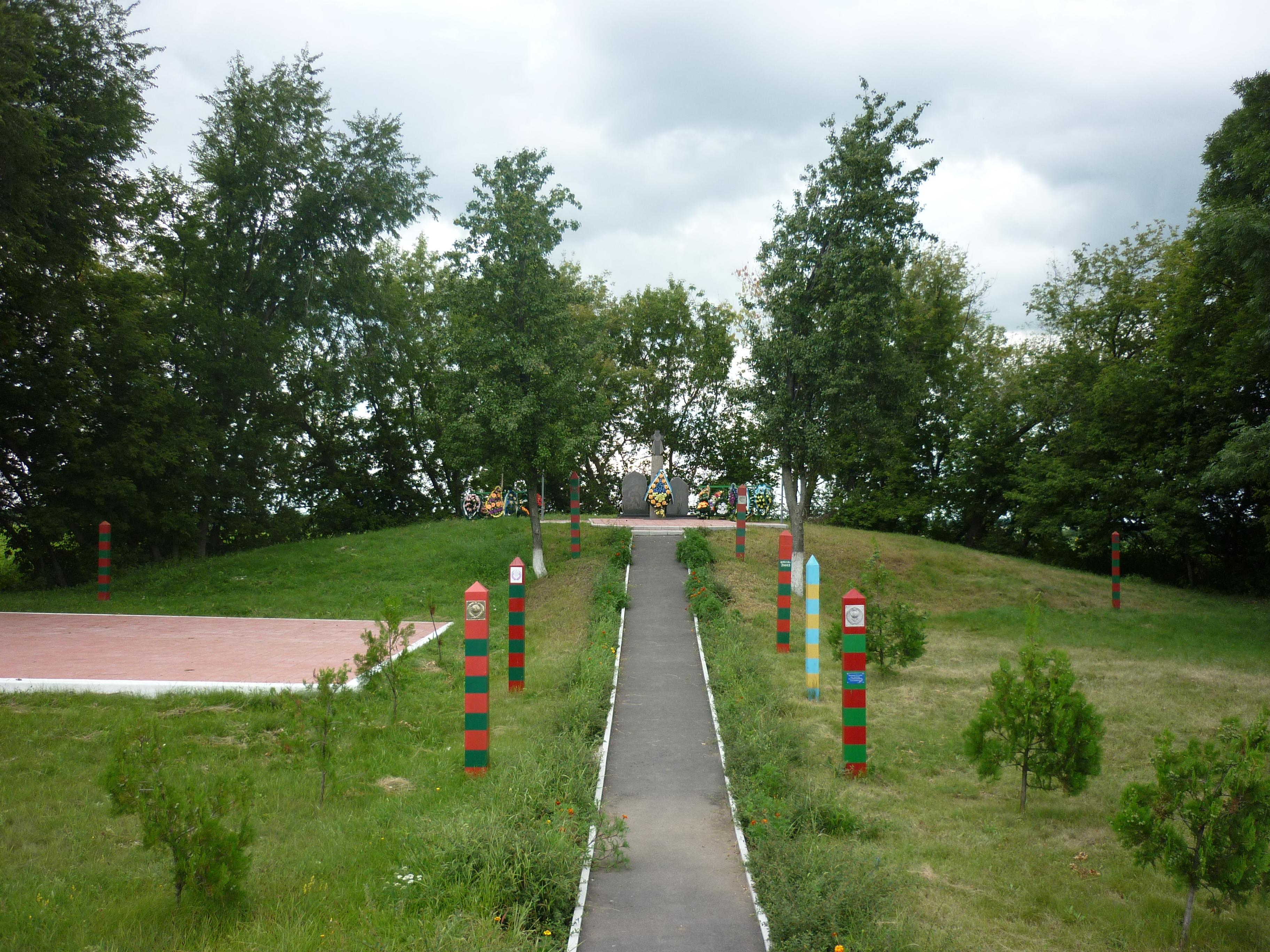
Общий вид памятника

Па́мятник геро́ям-пограни́чникам и служе́бным соба́кам — мемориальный комплекс (памятник), установленный 9 мая 2003 года в селе Легедзино Тальновского района Черкасской области Украины. Посвящён героически погибшим в начале Великой Отечественной войны (1941—1945) советским пограничникам батальона Отдельной Коломыйской пограничной комендатуры пограничного отряда охраны тыла Юго-Западного фронта РККА ВС СССР и их служебным собакам. В конце июля 1941 года бойцы этого пограничного отряда в составе численностью около 500 военнослужащих и 150 служебных собак вступили в неравный бой с немецко-фашистскими захватчиками.

## История
В конце июля 1941 года Отдельная Коломыйская пограничная комендатура, отступая с боями на восток, прикрывала отход штабных частей командования Уманской армейской группировки. В селе Легедзино находились штабы 8-го стрелкового корпуса генерал-майора Михаила Снегова и 16-й танковой дивизии. Штаб 8-го стрелкового корпуса прикрывали три роты особой Коломыйской погранзаставы, которыми командовал майор Филиппов. Пограничная комендатура была усилена школой служебного собаководства в составе 25 кинологов и 150 служебных собак, которые принадлежали пограничному отряду Коломыйской комендатуры и Львовской пограншколе служебного собаководства.
30 июля 1941 года бригада «Лейбштандарт Адольф Гитлер» атаковала село Легедзино. Атаку отражали 500 пограничников. Во время этого боя пограничный отряд уничтожил много живой силы противника и 17 танков. Но силы оказались неравными, закончились боеприпасы. Последним резервом обороняющихся был кинологический отряд со 150 служебными собаками. Когда на поле боя осталось несколько живых пограничников, на врага выпустили 150 служебных овчарок, после чего немецкое наступление было остановлено на этом участке фронта почти на два дня
В этом бою погибли все пограничники. Уцелевшие собаки были расстреляны после сражения немецкими солдатами. Местные жители захоронили погибших пограничников и их собак в братской могиле на месте боя. В 1955 году останки пограничников и собак были перезахоронены возле сельской школы, где сегодня находится братская могила. На окраине села возле трассы Золотоноша — Умань, где произошёл этот бой, 9 мая 2003 года был открыт памятник героям-пограничникам и их служебным собакам. Памятник был возведён на средства участников Великой Отечественной войны из Звенигородки и жителей нескольких окрестных сёл Тальновского района.

## Описание
Памятник представляет собой комплекс, расположенный на небольшой возвышенности. К памятнику ведёт асфальтированная дорожка, по краям которой установлены пограничные столбы. В центре памятника располагается крест, установленный на колонне. На перекладине креста располагается епитрахиль, являющийся в христианстве символом жертвенного служения. Возле колонны установлены памятные знаки в виде пламени огня. С левой стороны колонны находится знак с изображением советского воина с винтовкой в руках и медалью Героя Советского Союза. На правой стороне находится знак с изображением служебной собаки.
У подножия колонны и памятных знаков находятся три надписи на украинском языке.
В центре у подножия балюстрады находится надпись, информирующая о подвиге пограничников и их служебных собак:

«Зупинись i поклонись

тут в липнi 1941 року

піднялися в останню атаку на ворога

бійцi Окремоï Коломийскоï

прикордонноï комендатури

500 прикордонників i 150 їx службових собак

лягли смертю хоробрих у тому бою,

вони залишились навічно

вірними присязi рідній землi»
(«Остановись и поклонись / здесь в июле 1941 года / поднялись в последнюю атаку на врага / бойцы Отдельной Коломыйской / пограничной комендатуры / 500 пограничников и 150 их служебных собак / полегли смертью храбрых в том бою / они остались навечно / верными присяге родной земле»).

У подножия памятного знака пограничнику находится надпись:

«Родять хліба на полi бою

весну приносять журавлi

та все ж душа кричить від болю

за тих, хто вічно тут лежить»
(Родят хлеба на поле боя / весну приносят журавли / да всё ж душа кричит от боли / за тех, кто вечно здесь лежит)

У подножия памятного знака служебной собаке находится надпись:

«Вихованi прикордонниками

вони були відданими їм до кінця»
(Воспитанные пограничниками / они были верны им до конца)